# William Yeager

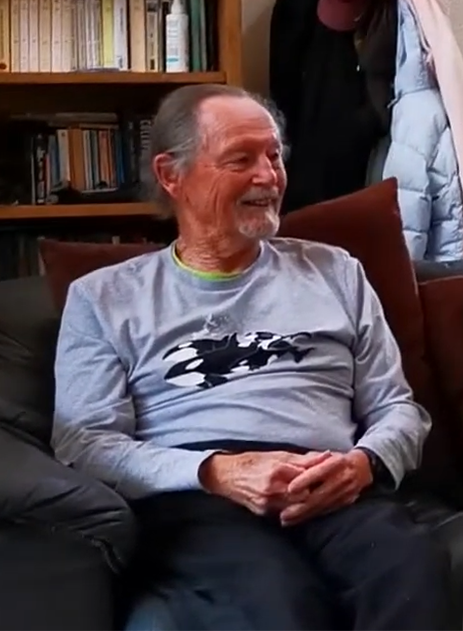
William Yeager

William Yeager (* 16. Juni 1940 in San Francisco, Kalifornien), der häufig Bill Yeager genannt wird, ist ein US-amerikanischer Ingenieur.
Seine Studienlaufbahn führte über einen Bachelor 1964 an der University of California, Berkeley zu einem Abschluss als Master in Mathematik an der San José State University in Kalifornien im Jahr 1966. Das Doktoratsstudium an der University of Washington in Seattle brach er 1970 ab um sich danach der Softwareentwicklung zuzuwenden.
Yeager arbeitete für vier Jahre (1971–1975) am AMES-Forschungslaboratorium der NASA am Pioneer-Programm. Anschließend war er für fast 20 Jahre (1975–1994) an der Stanford University. Dort schrieb er 1979 ein serielles FTP-Programm, das nach einer Überarbeitung an der Columbia University später in Kermit umbenannt wurde.
Um 1980 entwickelte er zusammen mit Sandra Lerner und Len Bosack, den Gründern von Cisco, Multiprotokollrouter, die 1986 von Cisco lizenziert wurden.
In Stanford erdachte er auch die Grundlagen für IMAP und schrieb den ersten IMAP-Server für UNIX.
Von 1994 bis 2004 war er bei Sun Microsystems beschäftigt und arbeitete dort an verschiedenen Programmen, darunter JXTA und iPlanet.
Danach war Yeager an der Gründung der Firma Peerouette Inc. beteiligt und beschäftigte sich mit P2P-Anwendungen.